# Angela Postma
Angela Postma (Ede, 6 augustus 1971) is een voormalig topzwemster, gespecialiseerd op de vlinder- en de vrije slag, die namens Nederland eenmaal deelnam aan de Olympische Spelen: 'Atlanta 1996'.
Bij dat toernooi kwam Postma, lid van zwemvereniging DZ&PC uit Drachten, niet verder dan de tiende plaats (25,82) op de 50 meter vrije slag, dankzij de tweede plaats in de B-finale. Meer succes had de sprintster op de kortebaan (25 meter). Zo won ze de gouden medaille op de 50 meter vlinderslag bij de Europese kampioenschappen in Stavanger. Bij datzelfde toernooi behaalde Postma eveneens een zilveren (50 vrij) en een bronzen (4x50 vrij) medaille.
Op de olympische langebaan (50 meter) verraste Postma bij de wereldkampioenschappen van 1994 in Rome met een finaleplaats (zevende) en een Nederlands record (25,55). Een jaar later, bij de Europese kampioenschappen in Wenen, won de pupil van trainer-coach Henk Tempelman de bronzen medaille op haar favoriete afstand, de 50 vrij, in een tijd van 25,86.